# Автошлях Т 2543
Автошля́х Т 2543 — автомобільний шлях територіального значення у Чернігівській області України. Пролягає територією Менського району через Мену — Остреч. Загальна довжина — 2,2 км.

## Маршрут
Автошлях проходить через такі населені пункти:
| Автошлях Т 2543      |                       |
| Чернігівська область |                       |
| Менський район       |                       |
| Мена                 | Н27Т 2534Т 2536Т 2542 |
| Остреч               |                       |